# Défense active (technique de combat)
Pour la notion militaire, voir Défense active.
 (janvier 2024).
Si vous disposez d'ouvrages ou d'articles de référence ou si vous connaissez des sites web de qualité traitant du thème abordé ici, merci de compléter l'article en donnant les références utiles à sa vérifiabilité et en les liant à la section « Notes et références ».
La défense active est une technique de combat ayant pour but d'éviter de subir l’offensive de l'adversaire et d’utiliser l’action offensive de l'adversaire à son propre avantage, a contrario d’une défense dite « classique » (blocage ou esquive) qui se contente de défendre. Selon le proverbe : « la meilleure défense est l’attaque ». Par exemple : [A] porte un coup d’arrêt lorsque son adversaire approche.
Quelles sont les particularités de ce type de défense ? D’abord, il s’agit de faire en sorte que l’offensive de l'adversaire fasse le moins de dégâts possibles et, d’autre part, utiliser son activité afin de placer une riposte efficace voire un coup de contre.

- 1/ La première intention est de prendre moins de dégâts possibles en défendant. Ainsi les manières employées sont peu coûteuses en traumatismes : blocage « absorbant » (absorption) et déviation de l’arme d’attaque.

- 2/ Le second objectif est de tirer parti de l’attaque de l'adversaire. On distingue ainsi deux manières : 
  - La défense doit permettre de placer une contre-attaque. Par exemple, absorber le coup et riposter dans le même temps ou dévier l’arme en déséquilibrant l’adversaire afin de contre-attaquer avantageusement
  - La défense consisterait à attaquer, c’est-à-dire passer à l'offensive pendant l’initiative de l'adversaire, soit dans l’avancée de l’opposant soit dans son attaque proprement dite. Nous sommes, ici, dans une stratégie proche du coup de contre. Par exemple, empêcher l’adversaire de s’approcher ou de développer son attaque, à l’aide d’un coup dans l’axe direct

## Illustration enboxe française

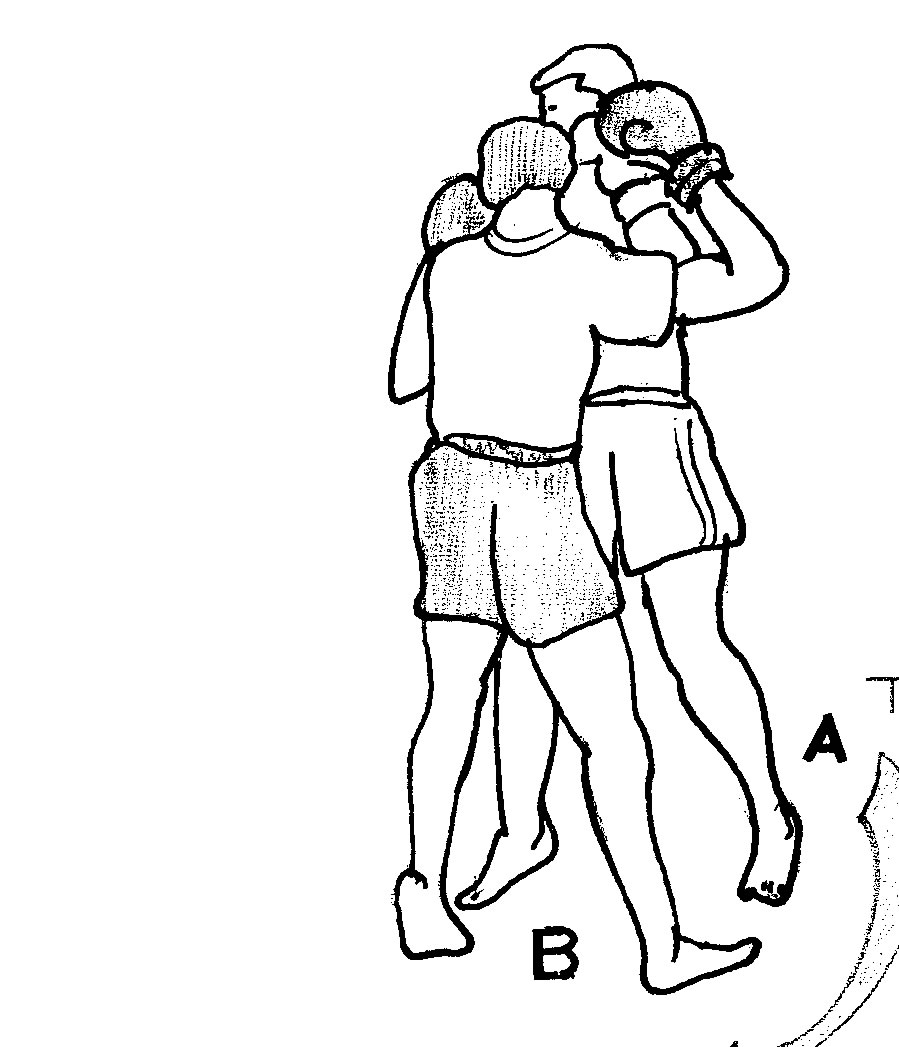
A est venu se coller contre l’opposant pour l’empêcher de s’exprimer
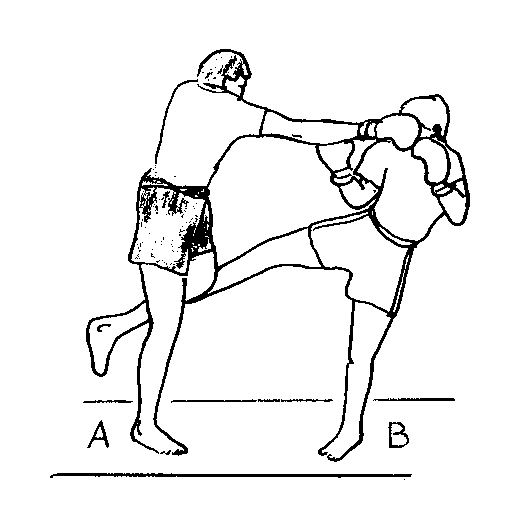
Absorption d’un coup de pied bas (low kick) associé d’un contre en direct plongeant
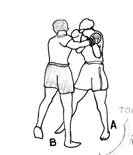
A a cassé la distance pour empêcher le développement du crochet de l'adversaire
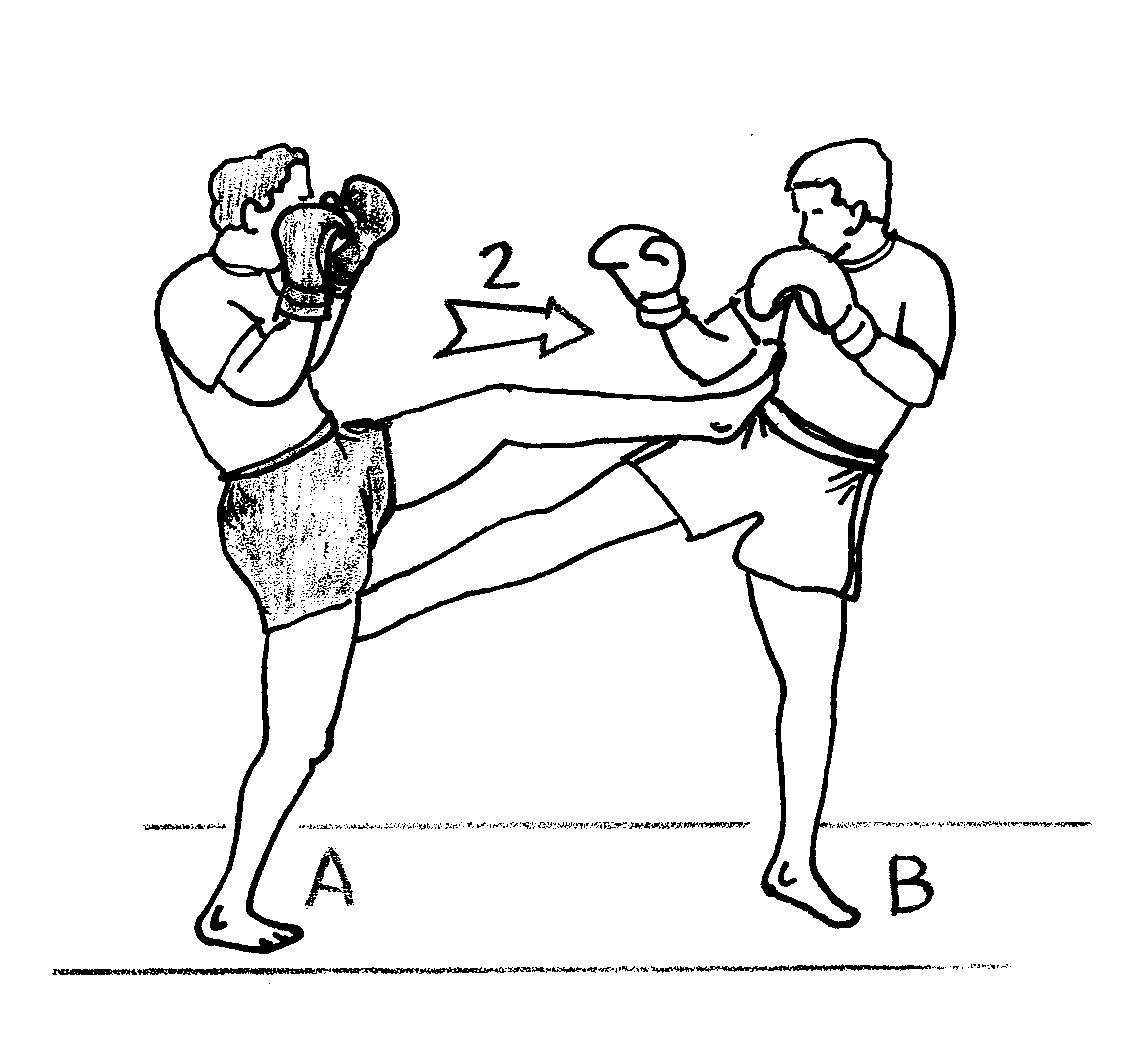
Coup d’arrêt pendant une avancée de l'adversaire